# Contes de l'absurde
Les Contes de l'absurde est un recueil de contes écrit par Pierre Boulle.

## Listes et résumés des contes

### L'Hallucination
L'Hallucination conte l'expérience onirique d'un Chef de service... de torture. Ce rêve étrange, ou plutôt ce cauchemar, l'entraîne dans une spirale infernale en plein cœur de l'enfer de Dante tandis que dans la pièce adjacente un supplicié endure une séquence de torture des mains d'un subalterne du Chef bourreau, combinaison de tortures pensée et conçue au préalable par le rêveur.

### Une nuit interminable
Un homme, Oscar Vincent, fait la connaissance d'un voyageur temporel lequel, venant du passé et allant explorer le futur, fait escale à Paris au XXe siècle. Mais aussitôt après, Oscar fait aussi la connaissance d'un autre voyageur temporel qui vient du futur et remonte le temps vers le passé. Il apparaît que ces deux voyageurs temporels sont les représentants de deux civilisations qui se feront la guerre, ou que se sont faites la guerre : allez savoir. Il s'ensuit un ballet temporel assez loufoque et surprenant pour savoir laquelle des deux civilisations va l’emporter, sous les yeux d'Oscar qui ne sait comment sortir de cette situation surprenante…

### Le Poids d'un sonnet
Ménard, le narrateur, apprend de son ami Bourdon, un passionné d'énigmes et de mystères, que le vieil écrivain Valette est mort brutalement d'une attaque d'apoplexie dans son cabinet de travail alors qu'il venait d'achever une œuvre tenant sur une page et sur laquelle il avait travaillé longuement. En mourant, une allumette, vraisemblablement destinée à allumer un cigare, est tombé sur sa page qui a brûlé. Elle est alors illisible. Bourdon va ainsi chercher à déchiffrer la dernière œuvre de l'écrivain grâce à l'étude minutieuse des restes de la feuille calcinée, avec l'aide d'instruments perfectionnés et de déductions logiques.

### Le Règne des sages
En l'an 2..., le monde est devenu sage, sans frontière, guerre ou religion. Il ne subsiste que deux écoles de pensée qui se partagent l'humanité ; les « électronistes » qui soutiennent que toute chose (matière, rayonnement, pensée...) est composée d'électrons, et les « ondulistes » qui attestent qu'au contraire, tout n'est qu'onde. Ces groupes forment deux partis dont l'un est élu à la tête du monde pour une année. Lors de cet an 2..., c'est le parti des électronistes qui est élu. Afin de montrer à l'humanité les bienfondés de leur théorie, ils décident en secret d'améliorer les conditions de vie dans les zones à climats extrêmes que sont l'équateur et les pôles. Un savant calcul adapté à la fabrication de machines doit amener à un équilibre de 20 °C en transférant la chaleur de l'équateur vers les pôles. Parallèlement, le parti onduliste décide de faire de même. L'entreprise menée indépendamment par les deux partis qui s'ignorent résulte en un inversement extrême des climats de l'équateur et des pôles, et les partis décident de laisser tel quel et de garder le silence sur leur expérience trop bien réussie. Les forêts et espèces équatoriales disparaissent sous la neige polaire, et les banquises des pôles donnent place à une végétation luxuriante. Les populations vivant dans ces régions s'adaptent mal à leur nouveau climat, et des millions d'hommes meurent en l'espace de quelques jours, « les moins intéressant d'ailleurs du point de vue scientifique ».

### Le Parfait Robot
Le professeur Fontaine est le meilleur de son époque en science cybernétique, et désire créer un robot si parfait qu'il se confond à l'humain. Alors qu'il met au point les meilleurs robots, le Conseil scientifique lui oppose qu'il ne s'agit que de mécanique et de l'extension de son savoir et que ses créations n'ont guère d'humanité. Le professeur crée alors d'autres robots plus perfectionnés encore mais le Conseil conteste toujours leur qualité humaine. Le savant introduit alors l'erreur et les défauts dans ses créations, ainsi le Conseil s'incline enfin devant la réussite du professeur Fontaine.